# Anusara-yoga
Anusara-yoga is een nieuwe school in yoga die begonnen is door John Friend in 1997. Anusara is een populaire stijl van hatha-yoga met een Tantrische filosofie. Friend heeft nog steeds een actieve rol in het leiden en uitbreiden van de school en het trainen van leraren.

## Het begin
John Friend begon les te geven in yoga vanaf 1980. Hij verbond meerdere technieken en filosofieën met elkaar en kwam op een moment tot de conclusie dat hij zijn yogalessen niet meer in de stijl van B.K.S. Iyengar gaf. Hij koos daarom een nieuwe naam voor zijn yogastijl, Anusara Yoga, dat Sanskriet is voor 'flowing with grace' ("bewegen/meegaan met de stroming van Zaligheid") ). Bij deze start verloor hij in eerste instantie vrijwel al zijn yogastudenten, waardoor hij om financiële redenen gedwongen was om tijdelijk terug te keren naar zijn ouderlijk huis. Tien jaar later heeft Friend in de VS en inmiddels ook daarbuiten een op popster lijkende status bereikt en zijn er wachtlijsten om deel te kunnen nemen aan zijn lessen.

## Filosofie
Het zogenaamde Universele Principe van uitlijning/aanpassing ligt in Anusara aan alle houdingen, of asana's, ten grondslag. Het tweede principe bestaat uit de asana's die beleefd worden als een opening van het hart. Het derde fundament wordt gevormd door het spirituele/meditatieve nut van hatha-yoga. Een belangrijk aspect van de filosofie van deze school is het bereiken "bliss and joy", waarmee Friend een gevoel van zaligheid en vreugde bedoelt.
Anusara heeft een tantrische natuur. Hierbij wordt het universum waargenomen door ons gevoel en onze geest en wordt het gezien als een manifestatie van het goddelijke. Volgens deze onderliggende filosofie is deze manifestatie pure zaligheid van de goddelijkheid, die op haar beurt beschouwd wordt als eenzijdig zuiver, de essentie van alles en iedereen en de bovenzintuiglijk. De natuur van god is bij zijn definitie onvoorwaardelijk en vrij van alle beperkingen.

## Openingsritueel
Bij elke Anusara-les wordt geopend met het zingen van de volgende mantra:
| Sanskriet    | geromaniseerd            | Nederlands                                                                                          |
| ------------ | ------------------------ | --------------------------------------------------------------------------------------------------- |
| ॐ नमः शिवय गुरवे | Om Namah Shivaya Gurave  | Ik offer mijzelf aan de Heer Shiva, de Voorspoedige, die de ware leraar is van binnen en van buiten |
| सचिदननद मुतयै   | Saccidananda Murtaye     | Die de vormen aanneemt van realiteit, bewustzijn en zaligheid                                       |
| निसपपचय शनतय  | Nishprapanchaya Shantaya | Die nooit afwezig is en vol van vrede                                                               |
| निरलमबय तेजसे   | Niralambaya Tejase       | Onafhankelijk in bestaan, de vitale essentie van het Licht                                          |
| ॐ            | Om                       | Om                                                                                                  |

## De drie A's
In de beoefening van anusara-yoga gelden voor Friend drie A's:
- Attitude (gedrag): Het concept Gedrag verwijst naar het tantrische concept Iccha Shakti, dat de energie of kracht van de wil betekent en verbonden is met het hart. John Friend ziet de kracht van het hart achter elke expressie van een asana.
- Alignment (in lijn brengen): Het concept In Lijn Brengen verwijst naar het tantrische concept Jnana Shakti, dat de energie of kracht van het bewustzijn betekent en verbonden is met aandachtig bewustzijn, van de wijze waarop verschillende delen van onszelf geïntegreerd en verbonden zijn.
- Action (Actie): Het concept Actie verwijst naar het tantrische concept Kriya Shakti dat verbonden is met het lichaam, dat voorziet in zowel stabiliteit als plezierige vrijheid.

John Friend gebruikt de volgende beeldspraak voor de samenhang van de drie A's:

Een muzikant (yogi) speelt muziek (voert een asana uit) door tijdens het spelen (Actie) zijn hart te uiten (Gedrag) op een goed gestemd instrument (In lijn brengen van het lichaam). De hoogste uiting van een asana (de mooiste muziek waartoe een muzikant in staat is met een bepaald instrument) gebeurt wanneer het instrument van het lichaam optimaal In lijn is, de Actie sterk en gebalanceerd is en het Gedrag spiritueel puur en krachtig is.